# 世界三名橋
世界三名橋（せかいさんめいきょう）は世界的に名高い三つの橋
- 盧溝橋
- ポンテヴェッキオ橋
- ハージュー橋（英語版）

のこと。

## ハージュー橋
- イラン　イスファハーン　ザヤンデ川
- 1666年　サファビー朝時代
- 全長133m

## ポンテヴェッキオ橋
- イタリア　フィレンツェ　アルノ川
- 1345年

## 盧溝橋
- 中国　北京
- 1192年
- 全長267m